# US Open 1980
Lo US Open 1980 è stata la 100ª edizione dello US Open e quarta prova stagionale dello Slam per il 1980. Si è disputato dal 26 agosto al 7 settembre nello USTA Billie Jean King National Tennis Center nel quartiere di Flushing Meadows di New York negli Stati Uniti. 
Il singolare maschile è stato vinto da John McEnroe, che si è imposto su Björn Borg in cinque set col punteggio di 7–6(4), 6–1, 6(5)–7, 5–7, 6–4. Il singolare femminile è stato vinto da Chris Evert, che ha battuto in finale in tre set Hana Mandlíková. Nel doppio maschile si sono imposti Bob Lutz e Stan Smith. Nel doppio femminile hanno trionfato Billie Jean King e Martina Navrátilová. Nel doppio misto la vittoria è andata a Wendy Turnbull, in coppia con Marty Riessen.

## Partecipanti

### Teste di serie
| Nazionalità | Giocatore        | Ranking | Testa di serie |
| ----------- | ---------------- | ------- | -------------- |
| Svezia      | Björn Borg       | 1       | 1              |
| Stati Uniti | John McEnroe     | 3       | 2              |
| Stati Uniti | Jimmy Connors    | 2       | 3              |
| Argentina   | Guillermo Vilas  | 6       | 4              |
| Stati Uniti | Vitas Gerulaitis | 4       | 5              |
| Stati Uniti | Gene Mayer       | 12      | 6              |
| Stati Uniti | Harold Solomon   | 8       | 7              |
| Stati Uniti | Eddie Dibbs      | 10      | 8              |
| Stati Uniti | Peter Fleming    | 13      | 9              |
| Stati Uniti | Ivan Lendl       | 21      | 10             |
| Stati Uniti | Roscoe Tanner    | 5       | 11             |
| Argentina   | José Luis Clerc  | 17      | 12             |
| Stati Uniti | Brian Gottfried  | 16      | 13             |
| Polonia     | Wojciech Fibak   | 15      | 14             |
| Francia     | Yannick Noah     | 26      | 15             |
| Stati Uniti | Victor Amaya     | 29      | 16             |

## Seniors

### Singolare maschile
John McEnroe ha battuto in finale  Björn Borg con il punteggio di 7–6(4), 6–1, 6(5)–7, 5–7, 6–4
- È stato il 2º titolo del Grande Slam per McEnroe e il suo 2º US Open consecutivo.

### Singolare femminile
Chris Evert hanno battuto in finale  Hana Mandlíková con il punteggio di 5–7, 6–1, 6–1.
- È stato l'11º titolo del Grande Slam Chris Evert e il suo 5º US Open.

### Doppio maschile
Bob Lutz /  Stan Smith hanno battuto in finale  John McEnroe /  Peter Fleming con il punteggio di 7–6, 3–6, 6–1, 3–6, 6–3.

### Doppio femminile
Billie Jean King /  Martina Navrátilová hanno battuto in finale  Pam Shriver /  Betty Stöve con il punteggio di 7–6, 7–5.

### Doppio misto
Wendy Turnbull /  Marty Riessen hanno battuto in finale  Betty Stöve /  Frew McMillan con il punteggio di 7–5, 6–2.

## Juniors

### Singolare ragazzi
Mike Falberg ha battuto in finale  Eric Wilborts con il punteggio di 6–7, 6–3, 6–3.

### Singolare ragazze
Susan Mascarin ha battuto in finale  Kathrin Keil con il punteggio di 6–3, 6–4.